# Rannoch Moor
Rannoch Moor (pronunciación en inglés: /'rænəx/; en gaélico escocés: Mòinteach Raineach o Mòinteach Raithneach) es una extensión de alrededor de 130 km² de páramo pantanoso al oeste de Loch Rannoch en Escocia, donde se extiende por Perth and Kinross al oeste, Lochaber (en las Tierras Altas) al norte y el área de las Tierras Altas hacia el suroeste, así como el norte de Argyll y Bute. Rannoch Moor está designado como un sitio de especial interés científico (SSSI) y como una zona especial de conservación. Buena parte de la sección occidental del páramo se encuentra dentro del área paisajística nacional de Ben Nevis y Glen Coe, una de las 40 áreas con esta consideración en Escocia.
El páramo cuenta con una notable vida salvaje, y es el único lugar del Reino Unido donde crece la especie vegetal Scheuchzeria palustris, denominada en inglés «Rannoch-rush», por el páramo. Fue visitado con frecuencia por Horace Donisthorpe, quien recolectó muchas especies inusuales de hormigas en el páramo y el terreno montañoso circundante. Hoy en día sigue siendo uno de los pocos hábitats restantes de la Formica exsecta, aunque en recientes inspecciones no se ha podido hallar ningún signo de Formica pratensis, que Donisthorpe había encontrado en la zona a principios del siglo XX. 
Los depósitos de turba dificultan en gran medida la construcción de carreteras y vías férreas. Cuando se construyó la West Highland Line a través de Rannoch Moor, los constructores tuvieron que disponer las vías sobre un lecho de raíces de árboles, matorrales y miles de toneladas de tierra y cenizas. La estación de Corrour es la estación de tren más elevada del Reino Unido, a 408 m de altitud, y también una de las más remotas, situada a unos 16 km de la carretera pública más próxima. La vía se adentra en el páramo describiendo curvas suaves a lo largo de 37 km. La carretera A82 cruza el oeste de Rannoch Moor en su camino hacia Glen Coe y Fort William. 
La antigua estación de Gorton fue una remota estación de tren de uso privado construida cerca de Meall a Ghortain, que en su día albergaba una escuela para los hijos de los trabajadores ferroviarios locales.

## Geografía
Esta extensión se encontraba en el corazón del último campo de hielo significativo en el Reino Unido durante el estadial de Loch Lomond al final de la última edad de hielo. Una vez derretida la gran masa de hielo, la consiguiente descarga de la corteza terrestre dio lugar a una continua elevación de la tierra que se estima en el orden de 2−3 mm al año. 

## En la ficción
Rannoch Moor aparece o es mencionada en diversas obras de ficción: 
- Secuestrado, de Robert Louis Stevenson.
- Según Don Rosa, el Castle McDuck, hogar ancestral de la familia de Scrooge McDuck, el Clan McDuck, se encuentra en Dismal Downs, en algún lugar de Rannoch Moor.
- En la novela The Element of Fire, de la saga de Highlander, Duncan y Connor MacLeod rastrean al antagonista Khordas hasta Rannoch Moor. Allí, Duncan derrota a la compañera de Khordas, Nerissa.

## Lugar de rodaje
El páramo se utilizó como lugar de rodaje para la serie de televisión Outlander, y también para una breve escena en la película Harry Potter y las reliquias de la Muerte: parte 1.